# Fierma (rejon orszański)
Fierma (biał. Ферма; ros. Ферма, Fierma) – wieś na Białorusi, w obwodzie witebskim, w rejonie orszańskim, w sielsowiecie Mieżawa, przy linii kolejowej Orsza – Lepel.